# ریان مک‌لوک لین
ریان مک‌لوک لین (انگلیسی: Ryan McLaughlin؛ زادهٔ ۳۰ سپتامبر ۱۹۹۴) یک بازیکن فوتبال اهل ایرلند شمالی است. وی هم‌اکنون مدافع باشگاه فوتبال لیورپول است. مک‌لوک لین پس از الیشا اسکات، دومین بازیکن اهل ایرلند شمالی پس از ۷۸ سال است که در باشگاه لیورپول بازی می‌کند.